# UEFA-Champions-League-Finale 2017
Das UEFA-Champions-League-Finale 2017 zwischen Juventus Turin und Real Madrid war die Endspiel-Begegnung der Champions-League-Saison 2016/17. Sie fand am 3. Juni 2017 im Millennium Stadium in Cardiff statt. Die Teilnehmer wurden in den Halbfinalspielen am 2. und 3. Mai (Hinspiele) sowie 9. und 10. Mai (Rückspiele) ermittelt.
Sieger wurde Real Madrid.

## Der Weg ins Finale
Anmerkung: Die Ergebnisse werden jeweils aus Sicht der Finalisten angegeben.
| Pl. | Verein         | Sp. | S | U | N | Tore    | Diff. | Punkte |
| --- | -------------- | --- | - | - | - | ------- | ----- | ------ |
| 1.  | Juventus Turin | 6   | 4 | 2 | 0 | 011:200 | +9    | 14     |
| 2.  | FC Sevilla     | 6   | 3 | 2 | 1 | 007:300 | +4    | 11     |
| 3.  | Olympique Lyon | 6   | 2 | 2 | 2 | 005:300 | +2    | 08     |
| 4.  | Dinamo Zagreb  | 6   | 0 | 0 | 6 | 000:150 | −15   | 0      |

| Pl. | Verein            | Sp. | S | U | N | Tore    | Diff. | Punkte |
| --- | ----------------- | --- | - | - | - | ------- | ----- | ------ |
| 1.  | Borussia Dortmund | 6   | 4 | 2 | 0 | 021:900 | +12   | 14     |
| 2.  | Real Madrid       | 6   | 3 | 3 | 0 | 016:100 | +6    | 12     |
| 3.  | Legia Warschau    | 6   | 1 | 1 | 4 | 009:240 | −15   | 04     |
| 4.  | Sporting Lissabon | 6   | 1 | 0 | 5 | 005:800 | −3    | 03     |

## Spieldaten
| Juventus Turin                                                   | Juventus Turin | Real Madrid | Real Madrid | Aufstellung                                  |
| ---------------------------------------------------------------- | --- | --- | ----------- | -------------------------------------------- |
| Juventus Turin                                                   | \| 3. Juni 2017 um 19:45 Uhr (WESZ) in Cardiff (Millennium Stadium) \| \| Ergebnis: 1:4 (1:1) \| \| Zuschauer: 65.842 \| \| Schiedsrichter: Felix Brych ( Deutschland) 1 \| \| Spielbericht \|                                                                                                | \| 3. Juni 2017 um 19:45 Uhr (WESZ) in Cardiff (Millennium Stadium) \| \| Ergebnis: 1:4 (1:1) \| \| Zuschauer: 65.842 \| \| Schiedsrichter: Felix Brych ( Deutschland) 1 \| \| Spielbericht \|                                                         | Real Madrid | Aufstellung Juventus Turin gegen Real Madrid |
| Juventus Turin                                                   | Gianluigi Buffon – Andrea Barzagli (66. Juan Cuadrado), Leonardo Bonucci, Giorgio Chiellini – Dani Alves, Miralem Pjanić (71. Claudio Marchisio), Sami Khedira, Alex Sandro – Paulo Dybala (78. Mario Lemina) – Gonzalo Higuaín, Mario Mandžukić Cheftrainer: Massimiliano Allegri ( Italien) | Keylor Navas – Dani Carvajal, Sergio Ramos , Raphaël Varane, Marcelo – Toni Kroos (89. Álvaro Morata), Casemiro, Luka Modrić – Isco (82. Marco Asensio), Karim Benzema (77. Gareth Bale), Cristiano Ronaldo Cheftrainer: Zinédine Zidane ( Frankreich) | Real Madrid | Aufstellung Juventus Turin gegen Real Madrid |
| Juventus Turin                                                   | 1:1 Mario Mandžukić (27.) | 0:1 Cristiano Ronaldo (20.) 1:2 Casemiro (61.) 1:3 Cristiano Ronaldo (64.) 1:4 Marco Asensio (90.) | Real Madrid | Aufstellung Juventus Turin gegen Real Madrid |
| Juventus Turin                                                   | Paulo Dybala (12.), Miralem Pjanić (66.), Alex Sandro (70.) | Sergio Ramos (31.), Dani Carvajal (42.), Toni Kroos (53.) | Real Madrid | Aufstellung Juventus Turin gegen Real Madrid |
| Juventus Turin                                                   | Juan Cuadrado (84.) | | Real Madrid | Aufstellung Juventus Turin gegen Real Madrid |
| Juventus Turin                                                   | Spieler des Spiels: Cristiano Ronaldo | | Real Madrid | Aufstellung Juventus Turin gegen Real Madrid |
| 3. Juni 2017 um 19:45 Uhr (WESZ) in Cardiff (Millennium Stadium) | | |             |                                              |
| Ergebnis: 1:4 (1:1)                                              | | |             |                                              |
| Zuschauer: 65.842                                                | | |             |                                              |
| Schiedsrichter: Felix Brych ( Deutschland) 1                     | | |             |                                              |
| Spielbericht                                                     | | |             |                                              |